# Sclerocystis dussii
Sclerocystis dussii (Pat.) Höhn. – gatunek grzybów należący do rodziny Glomeraceae.

## Systematyka
Pozycja w klasyfikacji według Index Fungorum: Glomeraceae, Glomerales, Incertae sedis, Glomeromycetes, Incertae sedis, Glomeromycota, Fungi.
Według Index Fungorum jest to takson niepewny. 

## Charakterystyka
Grzyby z gatunku Sclerocystis dussii tworzą mikoryzę endotroficzną z korzeniami roślin.